# Ковачевишка къща
Ковачевишката къща е характерен тип българска ранновъзрожденска къща, характерна за строителството в Югозападна България. Подтип е на родопската къща и има стиловите особености на Ковачевишката архитектурно-строителна школа. Ковачевишката къща е разпространена в Ковачевица, Долен, Осиково, Сатовча, Плетена, Горно и Долно Дряново, Скребатно, Лещен, Гърмен, Слащен и други.

## Основни характеристики
Ковачевишката къща е построена на 2 до 4 етажа, като долните са стопански, а горните са жилищни. На главния стопански етаж има сух двор и подник. В къщите с втори стопански етаж, той се развива на полуниво и служи най-често като склад за сено. Ковачевишката къща се развива в няколко форми през вековете.
Основните елементи в основната форма на ковачевишката къща са потон със стълба към него, хамбар, кьошк, тоалетна, водник, стаи с огнища (къщито) и пещ, която може да е в самостоятелно помещение или към потона.

## Развитие
Първичната форма на ковачевишката къща се среща до края на XVIII век и в нея семействата живеят в къщито, където също се готви. В следващия XIX век ковачевишката къща преминава в основната си форма. В първата половина на XIX век се срещат основните елементи на къщата – водник, потон, хамбар и други. В същия век всяко семейство от голямо домакинство вече има собсветна стая с огнище, в която живее. Тогава и се добавят и нови функционални помещения като килер и стая без огнище (гостна) или само стая без огнище.
Централното помещение за ковачевишката къща е потонът, който обединява всички помещения и служи за връзката им с двора. Неговото разположение и форма са определящи при планирането на жилищните етажи и цялостната структура на къщата. Най-популярна е надлъжната схема, при която потонът е разположен по дългата предна страна, а зад него са наредени жилищните и другите помещения. По-малко разпространен вариант е потонът да е разположен напречно на сградата, с успоредни затворени помещения.
Във втората половина на XIX век започват да се появяват симетрични схеми, в които потонът е централно напречно разположен, а помещенията са от двете му страни.
В края на XIX век има отделни случаи на цели къщи, в които живее само едно семейство. В същия век масово се разпространяват братските къщи, котио имат от 2 до 4 жилищни дяла на отделни големи домакинства, които са обединени в една сграда или в самостоятелни части на един ансамбъл.
Особеност на развитието на ковачевишката къща е преминаването от отворени към затворени жилищни етажи и превръщането на потона в разпределителен салон. Други характеристики на развититето са преминаването от прости към раздвижени и сложни обемни решения, от симетрична към асиметрична фасадна и обемна композиция и други.

## Архитектурни особености
Основни архитектурни особености на ковачевишката къща са формирането на функционално-композиционни групи (стая с огнище, пещева стая и между тях килер, проход или тоалетна, а подгрупата пещ – тоалетна е типично решение); едностранно, двустранно или тристранно изнасяне пред потона на чардак пред носещата конструкция, оформен отвън с втори ред колонки и покрит с широка стреха; подчинено място на стаята без огнище в композицията на къщата и запазване на високия отворен кьошк на потона; наличие на стая с пещ или пещ на потона; специфично строително и техническо изпълнение и архитектурно-конструктивни решения, сред които са детайли по парапетите, дървени стрехи-„пердета“, стрехи и други.